# Una discesa nel Maelström
Una discesa nel Maelström (A Descent into the Maelström) è un racconto dello scrittore statunitense Edgar Allan Poe (1809-1849), scritto nel 1833 e pubblicato nel 1841. 

## Trama
Un gruppo di pescatori norvegesi con la loro barca si imbatte in una improvvisa e violenta tempesta marina. La piccola imbarcazione viene sospinta dai flutti delle onde al centro di un immenso vortice perenne presente in quella zona, chiamato maelström.
Per i pescatori è impossibile sfuggire a quel fenomeno: una volta attirati verso il centro dell'enorme gorgo, infatti, si apre un abisso a forma di cono, che trascina la barca sul fondale con incredibile violenza. 
I marinai vengono risucchiati dal vortice, ma uno di loro si salva aggrappandosi a un barile vuoto, fino a quando il vortice non si chiude. Sospinto dalle correnti, il pescatore riesce a giungere a riva. 
Dopo quella terribile esperienza, il protagonista è profondamente mutato dal punto di vista psicologico e fisico, tanto da subire un precoce e inevitabile invecchiamento.